# Dianne Reeves
Dianne Reeves (Detroit, Michigan, 1956. október 23. –) ötszörös Grammy-díjas amerikai  dzsesszénekesnő.

## Pályakép
Dianne Elizabeth Reeves zenész családba született. Apja énekelt, az anyja trombitált,  nagybátyja basszusgitáros, az unokatestvére, George Duke billentyűs volt.
A dzsessz az 1980-as évektől vált életében döntővé. Eleinte eklektikusan viszonyult a dalokhoz: az afrikai és a latin-amerikai népzenék, a rhythm and blues, a popzene és a jazz bennük egyaránt jelen volt.
A Blue Note lemezkiadóval több, mint két évtizedes kapcsolata volt,  másfél tucat lemezt adtak ki, olyan nagy zenészekkel, mint Esperanza Spalding, Richard Bona, Robert Glasper, George Duke, Wynton Marsalis.
2006-ban George Clooney Good Night, and Good Luck című filmje zenéjéért megkapta a legjobb énekes Grammy-díj díját. A film dalai: (How the High of the Moon, I've got my eye on you, Too Close for Comfort, Straighten Up, Fly Right, One for My Baby).
Cassandra Wilson, Dee Dee Bridgewater, Diana Krall, Cécile McLorin Salvant, Dianne Reeves. A jazzénekesnők elit klubja.

## Albumok
- 1982: Welcome to My Love
- 1987: Dianne Reeves
- 1989: Never Too Far featuring the single "Come In"
- 1994: Art & Survival
- 1994: Quiet After the Storm
- 1996: The Grand Encounter
- 1996: Palo Alto Sessions
- 1997: That Day...
- 1997: New Morning
- 1999: Bridges
- 2000: In the Moment – Live in Concert
- 2001: The Calling: Celebrating Sarah Vaughan
- 2003: A Little Moonlight
- 2004: Christmas Time Is Here
- 2005: Good Night, and Good Luck
- 2007: Music for Lovers
- 2008: When You Know
- 2014: Beautiful Life
- 2016: Light Up the Night: Live in Marciac
- 2022: Berkeley Jazz Festival '89 (live)
- 2024: Everything Must Change (live)